# Angela Rudzka
Angela Rudzka (* 20. Januar 1984 in Würzburg) ist eine deutsche Politikerin (AfD). Sie zog über den fünften Listenplatz der AfD Niedersachsen in den 21. Deutschen Bundestag ein.